# Croatia Open Umag 1997
Il Croatia Open Umag 1997 è stato un torneo di tennis giocato sulla terra rossa. È stata l'8ª edizione del Croatia Open Umag che fa parte della categoria International Series nell'ambito dell'ATP Tour 1997. Si è giocato a Umago in Croazia dal 21 al 27 luglio 1997.

## Campioni

### Singolare
Félix Mantilla ha battuto in finale  Sergi Bruguera con il punteggio di 6–3, 7–5

### Doppio
Dinu Pescariu /  Davide Sanguinetti hanno battuto in finale  Dominik Hrbatý /  Karol Kučera con il punteggio di 7–6, 6–4